# Tom and Jerry (Van Beuren)

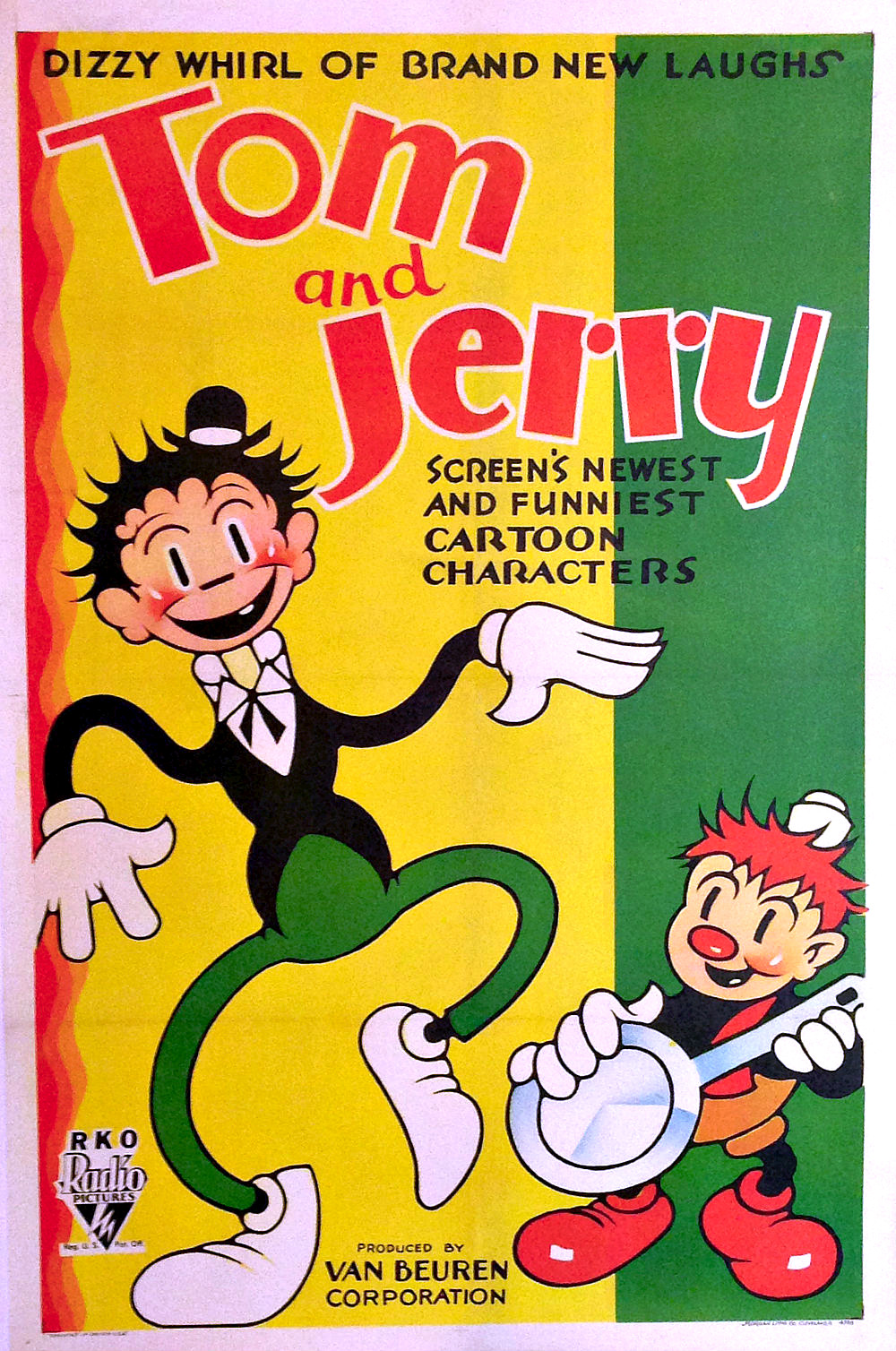
Film poster

Tom and Jerry sunt personaje de ficțiune care și-au făcut debutul în perioada de început a filmului sonor de animație fiind produse de Van Beuren Studios, și distribuite de RKO Pictures. Seria a fost difuzată între 1931-1933, fiind prima a studioului excluzând seriile Aesop's Fables.
Celebrul autor de desene animate Joseph Barbera și-a început cariera de animator și scenarist în această serie. În 1940, Barbera împreună cu William Hanna au creat un alt cuplu animat, mult mai celebru, de astă dată în cadrul studioului MGM folosind aceleași nume: Tom and Jerry, o pisică și un șoarece. Când Official Films a achiziționat colecția de filme a Van Beuren Studios, la începutul anilor 1940, personajele au fost redenumite Dick and Larry pentru a evita confuzia cu celebrele Tom and Jerry de la MGM. Astăzi, istoricii filmului de animație se referă la originalele filme Tom and Jerry numindu-le Van Beuren's Tom and Jerry. În acest moment toate filmele din serie sunt în domeniul public al Statelor Unite ale Americii.

## Descriere
Personajele seamănă cu duetul animat din trecut, Mutt and Jeff, un băiat scund (Jerry) și unul înalt (Tom). Fiecare film prezintă o nouă aventură, iar intriga variază de la un film la altul. Sunt avocați, vânători, instalatori, ambulanți, și așa mai departe. Numele lor este inspirat de o piesă de teatru sau de o băutură mixtă care poată același nume, ambele au precedat duetul animat cu un secol în urmă, cartea din 1821 intitulată Life in London scrisă de Pierce Egan (autorul romanului Boxiana), este bazată pe faptele reale ale lui George Cruikshank, Robert Cruikshank și Egan însuși. Stilistic, filmele sunt similare cu cele ale companiei Fleischer Studios, care avea sediul foarte aproape de Van Beuren Studios în New York City. După părerea lui Markstein din Toonopedia, realizatorii de la Fleischer Studios înnoptau câteodată la Van Beuren, sediul celor două studiouri fiind situate chiar peste drum (având în vedere multitudinea de similitudini dintre filmele celor două studiouri). Aventurile lui Tom și Jerry sunt în general comedii absurde, folosind muzica pe post de efecte sonore. În filmul din 1932, Piano Tooners apare un ''tambur'', vizibil inspirat din seria celor doi Fleischer, Betty Boop, pentru a semnala doar o relație stilistică între cele două studiouri. Cu toate acestea, Tom și Jerry nu au avut un succes prea mare cum au avut Mickey Mouse, Betty Boop sau Bosko, iar seria a fost anulată în 1933. Thunderbean Animation a produs întreaga serie pe DVD in 2010. În acest moment se lucrează, de către aceeași companie, la publicarea seriei pe suport Blu-ray.

## Filmografie
Au fost produse 26 de filme, toate în alb-negru. Fiecare film este regizat de către un cuplu de doi realizatori.
| Nr. | Titlu                 | Regia                           | Data premierei     | Observații |
| --- | --------------------- | ------------------------------- | ------------------ | ---------- |
| 1   | Wot a Night           | John Foster, Vernon Stallings   | 1 august 1931      |            |
| 2   | Polar Pals            | John Foster, George Rufle       | 4 septembrie 1931  |            |
| 3   | Trouble               | John Foster, Vernon Stallings   | 10 octombrie 1931  |            |
| 4   | Jungle Jam            | John Foster, George Rufle       | 14 noiembrie 1931  |            |
| 5   | A Swiss Trick         | John Foster, Vernon Stallings   | 19 decembrie 1931  |            |
| 6   | Rocketeers            | John Foster, George Rufle       | 30 ianuarie 1932   |            |
| 7   | Rabid Hunters         | John Foster, Vernon Stallings   | 29 februarie 1932  |            |
| 8   | In the Bag            | John Foster, George Rufle       | 26 martie 1932     |            |
| 9   | Joint Wipers          | John Foster, Vernon Stallings   | 23 aprilie 1932    |            |
| 10  | Pots and Pans         | John Foster, George Rufle       | 14 mai 1932        |            |
| 11  | The Tuba Tooter       | John Foster, Vernon Stallings   | 4 iunie 1932       |            |
| 12  | Plane Dumb            | John Foster, George Rufle       | 25 iunie 1932      |            |
| 13  | Redskin Blues         | John Foster, Vernon Stallings   | 23 iulie 1932      |            |
| 14  | Jolly Fish            | John Foster, Vernon Stallings   | 19 august 1932     |            |
| 15  | Barnyard Bunk         | John Foster, George Rufle       | 16 septembrie 1932 |            |
| 16  | A Spanish Twist       | John Foster, Vernon Stallings   | 14 octombrie 1932  |            |
| 17  | Piano Tooners         | John Foster, George Rufle       | 11 noiembrie 1932  |            |
| 18  | Pencil Mania          | John Foster, Vernon Stallings   | 9 decembrie 1932   |            |
| 19  | Tightrope Tricks      | John Foster, George Rufle       | 6 ianuarie 1933    |            |
| 20  | The Magic Mummy       | John Foster, Vernon Stallings   | 7 februarie 1933   |            |
| 21  | Happy Hoboes          | Vernon Stallings, George Rufle  | 31 martie 1933     |            |
| 22  | Puzzled Pals          | Vernon Stallings, Frank Sherman | 31 martie 1933     |            |
| 23  | Hook and Ladder Hokum | Vernon Stallings, Frank Tashlin | 28 aprilie 1933    |            |
| 24  | In the Park           | Frank Sherman, George Rufle     | 26 mai 1933        |            |
| 25  | Doughnuts             | Frank Sherman, George Rufle     | 10 iulie 1933      |            |
| 26  | The Phantom Rocket    | Frank Sherman, George Rufle     | 21 iulie 1933      |            |